# 桂歌丸
桂 歌丸（かつら うたまる、1936年〈昭和11年〉8月14日 - 2018年〈平成30年〉7月2日）は、日本の落語家。位階は従五位。勲等は旭日小綬章。出囃子は『大漁節』。本名：椎名 巌。
公益社団法人落語芸術協会五代目会長、横浜にぎわい座二代目館長などを歴任した。

## 概要

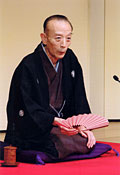
2007年11月、「インド・ニューデリー寄席」にて

神奈川県横浜市中区真金町（現在の南区真金町）出身。定紋は「丸に横木瓜」。血液型はA型。横浜市立横浜商業高等学校定時制中退。
五代目古今亭今輔の門下となり、古今亭今児を名乗る。のちに兄弟子、四代目桂米丸の門下に移り、桂米坊を名乗った。当初は新作落語中心だったが、晩年は、廃れた演目の発掘や三遊亭圓朝作品など古典落語に重点を置いて活動していた。出囃子は『大漁節』。
社団法人である落語芸術協会に所属し、理事や副会長を歴任した。2004年に5代目会長に就任し、公益社団法人への移行後も引き続き会長を務めた。また、地元・横浜においては横浜にぎわい座の2代目館長や、横浜橋通商店街の名誉顧問を務めていた。
演芸番組『笑点』（日本テレビ）の放送開始から大喜利メンバーとして出演し、2006年（平成18年）5月21日から2016年（平成28年）5月22日まで同番組の5代目司会者を務め、同日付で終身名誉司会者に就任。没後は2024年まで永世名誉司会として引き続き、番組ホームページの出演者紹介ページや舞台上の提灯には名前が表示されていた。

## 生涯

### 幼少時の生い立ち
常陸国筑波郡（現在の茨城県つくばみらい市）にルーツを持つ横浜市中区真金町の遊女屋の長男・椎名貞雄と、千葉県市原市瀬又の農家の娘・伊藤ふくの長男として生まれる。3歳で父を結核で亡くし、ふくは遊郭を手伝っていた。
歌丸が9歳のとき、戦況の悪化によりふくの実家がある千葉方面へ疎開。疎開中、横浜の空襲が起き、それをただただ見つめていたという。また、千葉への疎開中は道端の草やサツマイモばかり食べていたため、その影響で終戦以降「私ゃね、サツマイモが食えねえんだよ」とサツマイモが食べられなくなってしまったことを語っていた。さらに、父方の祖母・タネとふくはしきたりの違いなどで関係が修復不可能になり、ふくは遊郭を出てしまう。
終戦直後、疎開先に母ふくが歌丸を引き取りにきたが、2・3日後にはタネが歌丸を真金町に連れ帰った。タネが連れ帰ることを歌丸本人も嫌とは言わなかった（歌丸本人談）。タネ（1879年 - 1953年）は三重県四日市市川原町で名産品万古焼の包装紙を扱う紙卸業「紙宗」の長女で、16歳で横須賀柏木田遊郭の若葉楼で働き始め（職種は不明）、30歳で結婚、大正時代には吉原遊廓で引手茶屋「東屋」を夫とともに営んでいたが、関東大震災を機に横浜真金町の永真遊郭で周旋屋を始め、昭和9年から女郎屋「富士楼」を経営、近隣の「ローマ」、「イロハ」の女将と合わせて「真金町の三婆」と呼ばれるほどの気性の女性だった。
この空襲で生家が焼失したが、戦後すぐにタネはバラックを建て「富士楼」の経営を再開。店が繁盛したため戦後の貧しい時代にあっても食料に困ることがなく、当時高価だったラジオも持っていた。このラジオでよく聴いていた落語に影響されたことが、落語家になるきっかけとなっている。祖母に連れられてよく行った伊勢佐木町の大衆劇場「敷島座」で芝居の幕間で観た漫才にも夢中になって漫才師になることを考えたが「わがままな自分にとって二人で演芸をするのは無理かな」と思ったことも落語家を目指したきっかけの一つとなった。
小学校4年生の頃には、将来落語家になるとすでに決めており、自習の時間になると落語を演じていた。これが非常に好評で、時には他のクラスからも自習になったから落語をやってくれと要請があったほどであった。

### 落語家

丸に横木瓜は、桂歌丸の定紋である

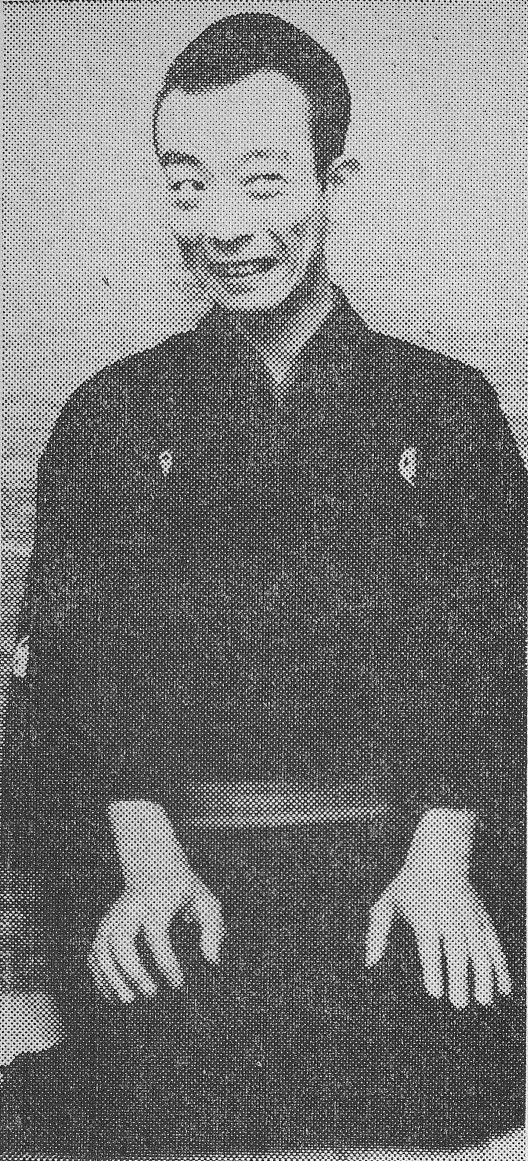
『落語など』に掲載された在りし日の歌丸の肖像写真

横浜市立吉田中学校在学中に、遊郭内の永真診療所で行われた慰労会の席で、当時二つ目だった5代目春風亭柳昇の落語を聴いて、落語家になる決意を完全に固めた。
そして、NHKの出版部にいた遠縁の親戚を通じて誰に弟子入りしたらよいかを相談し「一番面倒見の良い人だから」という理由で5代目古今亭今輔を薦められ、中学3年だった1951年（昭和26年）に入門することになる。ちなみに本人は「噺家になれさえすれば師匠は誰でも良かった」とのこと。
はじめに兄弟子で、後の師匠である米丸の初名だった「古今亭今児」を名乗る。その際今輔から言われたことは「歌舞伎を見ろ」。今輔によると歌舞伎を見ることは落語に活きるからだと言い、実際自ら演じる際はそのエピソードをマクラで語っている。
今輔門下から兄弟子・4代目桂米丸門下へ移籍したのは、当時芸術協会で勃発した香盤（序列）問題や、今輔が新作派なのに対し高座で古典落語ばかり演じていたことに端を発している。この一件で今児は破門状態となり、一時、ポーラ化粧品本舗のセールスマンやメッキ工場へ転職するが、三遊亭扇馬（のちの3代目橘ノ圓）の肝いりで落語界に復帰。しかし今輔が付けた条件により兄弟子・米丸門下となった（米丸も「浜っ子」である）。なお歌丸の著書によれば新師匠の米丸からは入門に際して寄席の初日と中日には必ず今輔宅に顔を出すことを言いつけられた。そのおかげで今輔とは破門以前と同様の関係を維持することができ、後述のように寄席などでの真打昇進興行や口上にも今輔は出演している。
- 一部記事等では、1961年（昭和36年）に「今輔死去に伴い兄弟子米丸門下に移籍」との表記があるが、これは誤り。米丸門下に移籍したこと自体は1961年（昭和36年）のことだが、先述のように今輔一門からの事実上の破門状態になったことによるもので、今輔死去は1976年（昭和51年）である。実際に、1968年（昭和43年）に行われた『笑点』での歌丸の真打昇進披露口上では、今輔と米丸が揃って登場している。

米丸の弟子になって「古今亭今児」から「桂米坊」に改名したが「額のあたりが広くなってきた」うえに「子供っぽい」と言われたことから1964年（昭和39年）1月、「桂歌丸」に再改名。どちらも米丸が考案して付いた名である（したがって歌丸は当代が初代）。歌丸本人は「歌丸」の由来を米丸に尋ねることはなかった。
口調の違いがあったことから米丸はほとんど稽古を付けず、歌丸（米坊）は専ら米丸のラジオ番組の構成などを手掛けていた。しかし、これで放送局関係等にコネクションができたほか、ネタ作りの鍛錬になり、古典の掘り起こしの際の一部改作や独自のくすぐりを入れたりするのに役に立ったという。
1978年（昭和53年）に起きた落語協会分裂騒動の際、新しくできた落語三遊協会に5代目三遊亭圓楽を通じて、参加を要請されたが、歌丸自身は上記の経緯で米丸一門に移籍したと説明し、参加を断っている。
自身の弟子の高座名は、歌丸の「歌」の文字を頭に付けることを原則としているが、一番下の弟子だった3代目桂枝太郎のみ、本人の希望により二つ目時代は「丸」の付いた名前が欲しいとしたため、「花丸」を名乗らせていたとしている。歌丸曰く「学校の時の成績がよっぽど悪かったため、名前だけでも丸が欲しかったのではないか（笑）」として、「花丸」になったとのこと。あとの4人は、預かり弟子でもある惣領弟子の歌春（歌丸門下になったと同時に「歌はち」に改名していた）を含め、すべて「歌某」の高座名である。

### 妻・冨士子
桂歌丸の妻。通称、冨士子夫人。1932年生まれで歌丸より4歳年上。蒔絵師の末娘で、歌丸と同じく横浜真金町の出身であり生家の近くに在住していた。このため、師匠の今輔から勧められた女性を断って、顔見知りだった冨士子と結婚し下積み時代の歌丸を支え続けたと後に語っている。冨士子は結婚前は横浜駅で崎陽軒の「シウマイ娘」として活動していたことがある。上述の通り、結婚後に歌丸は一時落語から離れた時期があり、冨士子も歌丸と一緒に化粧品の訪問販売をしていた。化粧品に詳しく、女性相手の仕事のためか売り上げは歌丸より多かったという。夜はマッチ箱のラベル貼りやスカーフ端かがりの内職をして収入を得ていた。その後、冨士子は歌丸に落語界への復帰を促し、歌丸は落語界へ戻ることができた。このことは『BS笑点ドラマスペシャル 桂歌丸』でも取り上げられた。1989年（平成元年）に歌丸が座布団10枚の賞品として獲得した「クィーンエリザベスIIの夕べ」にて“美女とクルージング”をすることになったが、その「美女」として冨士子が登場している。ただし、このときは後ろ姿のみで顔は出していなかった。その後も番組内で姿を現すことはなかったため、笑点では「謎のヴェールに包まれた人物」とされていた。2007年（平成19年）11月23日に行われた歌丸の旭日小綬章と金婚式を祝う会では、公の場に夫婦揃って登場した。例外として、日本テレビのトーク番組『ご両人登場』（1967年11月7日放送）には夫婦で出演した。
歌丸は、高座や「大喜利」でしばしば「恐妻」「鬼嫁」として冨士子をネタにし、歌丸以外では三遊亭楽太郎（6代目円楽）が罵倒ネタ（「（小汚え）ババア」など）の1つとして用いることもあった。なお、歌丸は冨士子を知らない視聴者のために「冨士子ってのは、あたくしの妻なんです」と頻繁に解説していた。
冨士子は歌丸の葬儀で喪主を務め、歌丸死去後の笑点追悼特番では、冨士子をはじめとした遺族が収録を観覧した。

### 桂歌丸死亡事件
笑点の50周年スペシャルで語られたエピソードで、2001年のある日、笑点の制作スタッフに日本テレビの報道部から電話が入り「歌丸師匠がお亡くなりになったという情報が入ったが本当か？」という問い合わせがあった。スタッフは大慌てで歌丸の自宅に電話したところ電話口に妻の冨士子が出て「主人なら落語の地方公演に出かけている」と答え実際に歌丸は公演を行っていたため誤報であることが判明した。
なお、本件以前から歌丸の死亡ネタは笑点内では罵倒ネタとして知られており、逝去まで笑点内では6代目円楽（楽太郎）を筆頭にメンバーが死亡ネタを頻繁に使用していた。

### 笑点メンバー
前身番組の『金曜夜席』第1回から出演。『笑点』に改題後、当時の司会の立川談志とメンバーの対立により1969年（昭和44年）3月30日をもって5代目圓楽らとともに一旦降板したが、同年11月9日に司会が前田武彦に交代すると同時に復帰した。2006年（平成18年）5月21日より勇退した5代目圓楽に代わり、笑点の5代目司会者に就任した。
紋付の色は黄緑で、司会就任当初もそのままだったが、2007年（平成19年）9月9日放送分から深緑に変わった。末期の『もう笑点』出演時は様々な色の紋付を着用していた。
司会就任後、大喜利開始時でメンバーには「○○な（主に罵倒ネタ）皆様のご挨拶からどうぞ」と紹介し、山田隆夫（座布団運び）には「続いては、●●な（メンバー以上の罵倒ネタ）座布団運びのご挨拶」と紹介した。地方収録ではメンバーには「東京を石もて追われた皆様」と紹介し、山田には「呼ばれてもいないのについてきた座布団運び」と紹介した。回答者時代の地方収録では「開局〇周年おめでとうございます」とお祝いの言葉を述べた後、「開局〇百周年（30周年なら300周年）にはアタクシと圓楽さんとでお祝いに駆けつけます」と述べた。大喜利終了時には年末最後の放送や地方収録など回によっては異なる場合もあったが「どうやらお時間が来たようです、また来週お目に掛かりましょう、ありがとうございました。」というのが締め文句だった。
『笑点』が始まった頃は司会が立川談志であり、真打が談志と5代目圓楽だけだったことから、引け目もあって歌丸の雰囲気は陰気だった。これは談志がブラックユーモアを多くしろと言ったことも影響した。当時歌丸が談志の言い付けで行ったブラックユーモアを理解したのはマスコミ関係者などであり、一般には受けなかった。そうしたことから、歌丸は自分が1年でも持てば良い方だろうと思っていたという。これにより、先述通り1969年4月に番組の路線を巡って歌丸を含めて談志に異を唱えたメンバー全員が降板する事態に発展した。前田武彦とは、歌丸曰く「畑が違う」ため番組内でのやり取りがちぐはぐになりがちだったと言い、三波伸介が司会になった頃からやり取りがスムーズになり、番組の色や歌丸の雰囲気も変わったという。
番組中でも人気を博したのが、三遊亭小圓遊との掛け合いであり、小圓遊が歌丸を「ハゲ!」と罵倒すれば、歌丸は「お化け!」とやり返し、徐々にエスカレートするものだった。実際は小圓遊との不仲は番組を盛り上げるための番組内での演出であり、番組を離れての二人は1歳年上の歌丸から小圓遊が古典落語の稽古を付けてもらうなどしており、歌丸によれば「アイツとは打ち合わせをしなくても、アドリブでポンポン出てくるんです」と阿吽の仲だったことをうかがわせる発言をしている。小圓遊との仲の悪さを見た視聴者から「二人を仲直りさせて」という声が多くなり、番組で二人の和解式が司会の三波と5代目圓楽立ち合いの下で行われ、握手までしたが、和解式後も両者の罵倒合戦は続いた。歌丸曰く「本業の落語より稼がせてもらった」と語るほど小圓遊と他局での番組やCM出演など2人で仕事をする機会も非常に多かったが、地方公演に行った際に駅のホームで2人が一緒に立っているのを目撃した視聴者から「仲悪いはずなのに」と言われたことで、表立っては一緒にいるときは離れて行動するようになったと語っている。
歌丸曰く、小圓遊との掛け合いはものすごく受けたが、その時「あたしは落語を怠けている」と痛感し、落語をちゃんとやることにしたという。歌丸は『笑点』を務めるなかで「マンネリ」との批判を受けることがあったが、これに対して「マンネリってことは、長く続いているということだからね。それに、批判するってのは、それだけ見てるってこと、あるいは気にしてくれているってことでしょ」とむしろ喜んでいた。司会者としては「舞台に並んだら全員同格。上も下もない」という意識をメンバーに徹底させており、林家たい平や春風亭昇太がメンバーに入ったときもはっきりとそのことを伝えていた。
1980年（昭和55年）10月4日 、小圓遊は公演先の山形で倒れ、緊急入院。この日歌丸は都内の寄席（鈴本演芸場）に出演中だった。夕方に主催者側から歌丸に「（小圓遊の）代役として出てくれないか」と依頼されたが、歌丸は翌日も鈴本演芸場に出演する事になっていたため、その依頼を断った。翌日19時30分ごろに、歌丸が出演していた寄席に「小圓遊は持ち直した」との連絡が入ったが、その14分後である19時44分に食道静脈瘤破裂により小圓遊は死去した。小圓遊の訃報を聞いた歌丸は「弟を亡くしたような気持ち」とコメントした。小圓遊の死去から2週間後の10月19日放送の『笑点』で「小圓遊追悼大喜利」が行われた。歌丸はその冒頭で「碁敵は憎さも憎し懐かしし」と挨拶した。司会の三波や歌丸も終始、小圓遊を偲び、目を潤ませながら大喜利を進行していたという。
大喜利では4代目三遊亭小圓遊の急逝後、6代目円楽（楽太郎）との罵倒合戦が定番だった。6代目円楽との罵倒合戦については、新人時代にネタに悩んでいた楽太郎に対し、「（ネタは）俺のことでいいから」と提案したことに由来しており、小圓遊との罵倒合戦同様、番組上の演出だった（この際、前述の意識を6代目円楽にも伝えていた）。楽太郎が歌丸を「ハゲ」「ジジイ」や「遺体」など死亡ネタで罵倒すれば、歌丸も楽太郎を「腹黒」「悪太郎」などと反撃した。両者が隣同士となった1985年以降は過熱し、罵倒ネタに本気で怒った歌丸が楽太郎の頭を扇子で叩くこともあった。当時司会の5代目圓楽は両者の罵倒合戦には「喧嘩両成敗」として双方の座布団を没収した。歌丸が司会になって以降両者の罵倒合戦はさらに過熱し、報復として楽太郎個人への座布団全部没収だけでなく、罵倒ネタに便乗するなど楽太郎以外のメンバー全員の座布団が全部没収されることもあった。締めの挨拶で歌丸は「楽太郎（円楽）さん最後の大喜利」「来週からは楽太郎（円楽）さん（または「あいつ」）は（この場に）いないと思います」などとクビを宣告することもあった（もちろん、これはネタであり、司会者でもメンバーをクビにはできない）。しかし、実際には二人は仲が良く、歌丸と楽太郎の二人会などで共演することが多く、当時楽太郎がレギュラー出演していた『暴れん坊将軍VII』にゲスト出演したこともあった。6代目円楽は円楽一門会所属のため、本来であれば寄席での興行が難しい6代目円楽の襲名披露を定席興行で実現させたのも、歌丸の尽力によるものだった。5代目圓楽の死後、歌丸との縁で「円楽一門会」は落語芸術協会への合流も模索したが、芸協側の反対多数により一度合流を断念している（その後、円楽のみが単身で客員での加入が認められた）。また、6代目円楽は長年の歌丸に対する尊敬の念から、2015年10月には「桂歌丸師匠を人間国宝にする会」を発足させ、歌丸を落語界4人目の人間国宝にする運動を展開、円楽の所属事務所を通じて合計７万人以上の署名を集めたが実現はしなかった。6代目円楽は歌丸を実父と師匠の5代目圓楽に次ぐ「最後の父親」と仰ぎ、慕い続けた。6代目円楽もまた長期にわたる闘病生活の末に2022年9月末に死去したが、その際には歌丸夫人の椎名富士子が弔問に訪れている他、円楽とも親交のあった歌春や枝太郎といった一門の弟子達も各自のSNS等で追悼のコメントを出している。
司会になってからはほとんど見せなかったが、回答者だった頃、特に5代目円楽が司会だった頃は理不尽な形で座布団を没収されたりすることがあり、また自身の解答などに対して木久蔵（現木久扇）や6代目円楽がいちゃもんつけたりすると扇子で八つ当たりしたことが多々ある。山田隆夫が歌丸の座布団を没収した際に蹴りを入れて転倒させるなどかなり暴力的な一面もあった。まだ山田卒業ネタを何度か披露して突き飛ばしされたこともある。

#### 病との闘い
一方、その体質から病気にかかることも多く、1985年（昭和60年）4月7日・14日、2008年（平成20年）6月29日・7月6日（腰部脊柱管狭窄症の手術・療養のため）、2010年（平成22年）3月7日・14日（肺炎に伴う入院）、2014年（平成26年）5月11日 - 6月1日（肋骨骨折）、2015年（平成27年）1月25日・2月1日（インフルエンザによる休養）、同年7月12日 - 9月6日（手術後の体調不良）分の出演を見送っている。
1973年（昭和48年）に脱腸と2001年（平成13年）に急性腹膜炎と2度開腹手術を受けているが、いずれも番組を休むことはなかった。1973年（昭和48年）の手術直後の神奈川県伊勢原市での公開録画には、体調が優れない中で看護師同行の上で収録をこなした（この伊勢原での公録の模様を放送した『笑点』は40.5%の歴代最高視聴率をマーク）。2001年（平成13年）2月11日の放送では手術直後の収録で、積み上げた座布団への昇降が困難だということで、歌丸は座布団の後ろに座ってその前に座布団を積み上げるという方式を取って臨んでいる。2006年に腰部脊柱管狭窄症の手術を行った際は収録がない時期であり、2012年に腰部脊柱管狭窄症の再手術の際も、収録のない時期に行った。
その後、2009年（平成21年）には肺気腫に伴う感染増悪で入院。50年以上に亘る喫煙の結果慢性閉塞性肺疾患と診断される。このときも笑点の収録のない間の入院で済んだため番組を休演することはなかった。しかし2010年（平成22年）には、今度は軽い肺炎を起こし入院。当初愛知県みよし市での地方収録の前日には退院の見通しであったが、大事を取って延期されることになった（同年3月2日に行われた6代目円楽襲名披露パーティーは、一時退院の上で会見に臨んだ）ため、同年3月7日、3月14日放送分の『笑点』は、それぞれ木久扇と好楽が代理司会をして休演。同日放送分の『笑点Jr.』も木久扇が代理でナビゲーターをした。
2014年（平成26年）3月29日、慢性閉塞性肺疾患の悪化で入院。5月1日に高座復帰したが、帯状疱疹で再入院し、5月22日に退院。5月31日、復帰後初となる『笑点』の収録を行った。6月23日の紀伊國屋ホールでの公演には車椅子で楽屋入りし、合間に酸素吸入器を付けるなど万全な体調ではなかったが、無事に高座をこなした。
2015年6月1日、背部褥瘡（はいぶじょくそう）の手術のため入院。同月9日に退院していたが、その後、体調不良となり、入院・休養することになる。『笑点』の収録などの仕事も休む。22日、病名が腸閉塞だったことがわかる。同年7月11日、退院。8月8日の『笑点』収録で仕事に復帰。高座にも同月11日からの東京・国立演芸場中席で復帰した。入院生活により脚の筋肉が落ち正座をするのが大変苦しいとして、見台を使用したものの、当日の“トリ”として登場し約1時間の高座を務めた。8月23日、日本テレビ系『24時間テレビ38 愛は地球を救う』内の「チャリティー笑点」に司会として登場。腸閉塞からの仕事復帰後では初めての生番組出演となった。9月13日、『笑点』復帰の回が放送される。
2016年4月30日、同年5月に『笑点』が放送開始50周年を迎えることを機に、5月22日の放送を以て司会者を勇退することを発表し、番組初の終身名誉司会に就任することとなった。
4代目の司会だった5代目三遊亭圓楽のメンバーで一つを家族を形成しているという考えを歌丸も受け継いでおり、2006年5月21日に司会者就任して春風亭昇太が加入し、司会者を勇退するまでメンバーの入れ替わりは一切なく、10年間同じメンバーで通した。

### 笑点勇退後

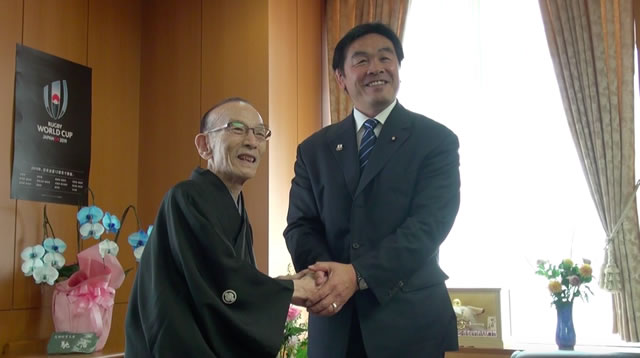
2016年5月31日、中央合同庁舎第七号館にて馳浩文部科学大臣（右、現・石川県知事）と

2016年5月25日、文化庁が歌丸の文部科学大臣表彰を発表。31日に文部科学省内で表彰式が行われ、馳浩文部科学大臣（現・石川県知事）から表彰状が贈られた。
2016年7月26日、新橋演舞場で開催された「桂歌丸芸歴65周年記念落語会」に出席したが、翌27日、腸閉塞治療のため再入院したことを明らかにした。8月5日に退院。8月11日、国立演芸場で行われた８月中席公演「桂歌丸噺家生活六十五周年記念公演」の初日に出演。高座に復帰した。
2016年8月27日の『24時間テレビ 「愛は地球を救う」39』では、オープニングで開会宣言を担当。笑点のオープニング風に、開会宣言を行った。この年のチャリティーマラソンが笑点メンバーの林家たい平だったことに伴い、たい平以外の笑点メンバーによるマラソン応援団の団長を務めた。なお、たい平がゴールした際には会場に居合わせなかったものの、自宅で『24時間テレビ』を観ながらたい平を常に見守っていたことが明かされている。
2016年12月14日、定期検診で軽度の肺炎と診断され、入院。21日に退院し、22日に群馬県みどり市のながめ余興場で行われた「桂歌丸芸歴65周年 冬の特選大落語会」で高座に復帰したが、ドクターストップを振り切っての退院だったことを明らかにしている。
2017年1月1日、新宿末廣亭正月初席初日に出演したが、翌2日に肺炎で入院した。18日に退院。22日、神奈川県平塚市で行われた「新春落語会」で高座復帰した。
2017年3月18日放送（12日収録）の『古舘伊知郎ショー』（テレビ朝日）の番組内で、引退を検討していることを明らかにした。
2017年4月16日、肺炎のため入院。これに伴い国立演芸場の「4月中席」は、16日から20日まで休演。26日に予定されていた「桂歌丸 高座65周年記念落語会」（なかのZEROホール）は公演中止となった。今回の肺炎は、酸素の過剰吸引に誘発された稀なケースであったとされている。5月13日に退院。6月3日の春風亭小朝との二人会で復帰の予定だったが、前日になって体調不良のため休演することが決まった。「左肺炎慢性呼吸不全の急性増悪」と診断され、再入院。14日に退院。この日出演予定だった落語会「特選　匠の噺会」では、開演前の舞台に立ってあいさつを行った。
2017年9月12日にも自宅で息苦しくなり病院に救急搬送され、誤嚥性肺炎で22日まで入院し、芸協らくごまつりでの挨拶で復帰した。10月30日、横浜にぎわい座での「桂小南治改め三代目桂小南襲名披露」に出演し、口上と挨拶も行った。2017年11月にも酸素ボンベを航空機やホテルに持ち込むなど万全の態勢で「博多・天神落語まつり」に出演。
2018年1月には「桂歌丸81歳落語暮らし密着365日!桂歌丸…入退院生活で見せた落語家の執念」で肺疾患との闘いながら高座に上がる姿が特集された。
2018年の元日にも新宿末廣亭に出演するために準備をしていた際、気分が悪くなり、自宅療養、1か月ほど療養し2月4日の千葉県芝山町での「芝山新春寄席」で高座復帰した。3月には名古屋での「中日特撰落語会」を長距離移動に不安があるため休演したが、21日の仙台市での「魅知国（みちのく）仙台寄席」に自宅のある横浜市から４時間以上かけ出演した。
2018年4月19日、国立演芸場にて行われた芸協定席興行で「小間物屋政談」を口演。これが生前最後の高座となった。その後、同月24日に肺炎が重篤化し横浜市内の病院へ入院。6月15日の「日本演芸家連合まつり」（横浜にぎわい座）は休演となった。6月15日の芸協定期総会で、副会長として補佐してきた三遊亭小遊三が歌丸の長期療養中に伴い、副会長在職のまま会長代行に就任した。最後のテレビ出演は2018年7月1日放送（同年4月7日収録）の『もう笑点』であった。

### 死去
同年7月2日11時43分、慢性閉塞性肺疾患のため、横浜市内の病院で死去。81歳没。
翌3日、歌丸が生前所属していた落語芸術協会を代表して、三遊亭小遊三会長代行・副会長、春風亭昇太理事、歌丸の弟弟子だった桂米助（ヨネスケ）理事、惣領弟子であった桂歌春理事が揃って会見し、歌丸の想い出と死去に至るまでの経緯を語った。それによれば、歌丸は入院後まもなく一時危篤状態に陥りながらも持ち直したこと、6月30日までは会話が出来ていて、6月26日に病床の歌丸を見舞った小遊三に対し芸協の今後について熱弁をふるったこと、7月1日には言葉が出なくなり、家族と歌春ら弟子に最期を看取られて息を引き取ったことなどが明かされている。
また、6代目三遊亭円楽はマスコミ向けのコメントの中で入院後の4月と5月、死去の12日前にあたる2018年6月20日に病室を見舞ったことを明かした。4月に見舞った際には眼が合うだけで会話できなかったが、最後に見舞った6月20日には笑って色々な話をした事や、復帰に向けた喋りのリハビリの様子を見せてくれ、回復していると思った矢先の訃報だったため、言葉にならないとその心境を記した。円楽が最後に病室を見舞った際には、笑点の番組関係者も同行してその様子をビデオ撮影していたため、2018年7月12日に日本テレビ系列で生放送された追悼特別番組や同年8月の『24時間テレビ 「愛は地球を救う」』で『歌丸生前最後の映像』として放送された。
法名は、「眞藝院釋歌丸」（しんげいいんしゃくかがん）。1964年から親しまれてきた芸名「歌丸」に、長年にわたって芸事に真摯に向き合い続けたことと、横浜市内の真金町で生まれ育ったことから「藝」と「眞」の文字が入った。
同月9日に通夜、翌10日に葬儀が、それぞれ家族葬として営まれ、同日横浜市内で荼毘に付された。
同月11日に港北区の妙蓮寺で芸協・椎名家合同の告別式が行われ、師匠の桂米丸、落語協会会長の柳亭市馬、林家木久扇が弔辞、友人を代表して中村吉右衛門が挨拶、落語芸術協会を代表して三遊亭小遊三が謝辞を述べた。告別式の模様はインターネットでも同時生配信された。葬儀の香典は遺族から落語芸術協会に寄付され、「桂歌丸基金」として2020年以降のコロナ禍による公演数減少時に若手育成のために開催されている草津温泉らくご継続のために充てられた。
『笑点』では死去後の7月8日に「歌丸追悼スペシャル」と題して、前半は歌丸の回答者時代、司会者時代のVTRを振り返り、メンバーが思い出を語った。後半は歌丸への追悼大喜利が行われ、この中で円楽は最後に昇太に指名され、「歌丸師匠、一緒に回答者だった頃、そして、司会になられても、私の悪口を優しく受け止めてくれて、罵詈雑言にも耐えていただいて、ありがとうございました」と述べ、「最後に一言、言わせてください、ジジイ! 早過ぎるんだよ!」と涙声になりながらも叫び、長年の罵倒合戦に終止符を打った。
2018年7月22日より、先述通り笑点での肩書が「終身名誉司会」から「永世名誉司会」に変更された。
日本政府は歿日付で従五位に叙した。

## その他のエピソード

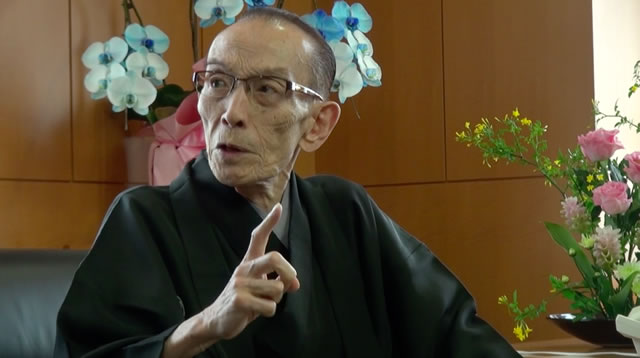
2016年5月31日、中央合同庁舎第七号館にて

- 女の化粧風景を描写した「化粧術」の珍芸を持つ[注 17]。「もともとあたくしは横浜・真金町の遊郭育ち。女性のお化粧は見慣れているんですよ」と自負を持っていた[100]。この他、バニーガール姿、花魁姿など、女装を『笑点』で幾度も公開している[101]。中でも2000年12月には座布団10枚の褒美として、女装姿を集めた写真集が製作されたことがある。落語家になってからは終生、一人称を「あたくし」で通し、綺麗な言葉遣いを心がけていた[注 18]。
- 横浜出身で、不意に横浜言葉が混じるとまずい、という懸念から、古典落語独特の江戸ことばを使うような噺には近づかなかった[102]。
- 国外での公演も行う。過去にはカナダ・トロント、2006年（平成18年）3月10日にはパリで公演を開催、フランス語の字幕付きで『尻餅』を演じた。11月2日にはニューヨークで海外公演を開催し、同じく日本語（英語の字幕付き）で『尻餅』を披露。2007年（平成19年）5月にはメキシコ公演も行う。
- 30代から晩年に至るまで容姿がほとんど変わっていない。30代前半頃には、既に晩年の頭髪に近い状態になっていた。なお、30代で死去した自身の父はもっと薄かったと述懐している[103]。
- 多趣味で知られ、足腰が弱る前は釣りに特に熱中していた。夏は大物狙いで渓流へ、冬はワカサギを求め相模湖へ通うのを恒例としていた。他には歌舞伎（前述）・映画鑑賞（特に東映時代劇）、古物店巡り、化石やジッポー・腕時計の収集、写真撮影、読書（特に横溝正史や高木彬光の作品）を好む[104][105]。
  - 写真撮影については、生前は主に落語芸術協会所属芸人による写真サークル「お笑いぱっちり倶楽部」の会長を務めていた。2020年まで地元の横浜にぎわい座で写真展と主な会員が出演する興行「お笑いぱっちり倶楽部寄席」が行われており、2022年以降は浅草演芸ホール定席興行のうち、6月上席後半の夜の部に組み入れられた。2008年に前任の三笑亭笑三から同興行の主任を引き継いで2017年まで務め（2018年は主任として予定されていたが休演）、歌丸の没後は三笑亭夢太朗が主任を引き継いでいる[106]。
- 2010年（平成22年）5月に横浜にぎわい座の2代目館長の就任を要請されていることが明らかになり、同年7月に就任した（初代館長である玉置宏が同年2月に死去し館長が不在だった）。
- 長年『笑点』に出演し、茶の間に広く顔の知れた高齢者であることも相まって、2010年（平成22年）6月、総務省から「地デジ化応援隊」メンバーに起用された。
- 2004年2月に落語芸術協会の会長に就任。これをもじって「怪鳥」（あるいは「怪しい鳥」）と自他共にネタにすることが多々見られた。もとは、『笑点』回答者時代に当時の司会・5代目圓楽よりネタにされたことに起因する[107]。以前は、『笑点』のオープニングでも、ハゲタカ風の怪しい鳥に乗った歌丸のアニメーションが放送された時期があった。
- 19歳の頃から喫煙を始め、1日に50本のたばこを吸うヘビースモーカーだった。好きな銘柄は両切りのピース(50)。67歳の頃に受けた人間ドックにおいて、医師から「禁煙しないと取り返しのつかないことになる」と言われたが、その後6年間喫煙を続けた。2009年に慢性閉塞性肺疾患と診断され、自身と同じ目に遭う人をなくすため、2010年に厚生労働省が設置した「慢性閉塞性肺疾患（COPD）の予防・早期発見に関する検討会」の患者代表委員を務めた[108][109]。逆に下戸で、酒は基本的に飲まなかった。
- 1985年8月12日、当時の他の笑点メンバーである5代目三遊亭圓楽、三遊亭楽太郎（後の6代目三遊亭円楽）、林家木久蔵（初代、現・林家木久扇）、三遊亭小遊三、林家こん平、古今亭朝次（現・7代目桂才賀）、山田隆夫と共に翌日の阿波踊りに参加するべく徳島入りするために当初予約した徳島行きの航空機が大幅に遅延した上に、徳島空港が悪天候のため予約便が条件付き運行となった。そこで1つ後の日本航空123便に搭乗して[注 19]神戸から船に移動する案が浮上したが[注 20]、こん平が「いいじゃないかい、決まった便でゆったり行こうよ、きっと徳島空港に着陸できるよ」と提案したために結局元の徳島便に搭乗し、その墜落事故から逃れることができた。徳島空港到着後、宿泊先のホテルへタクシーで移動中に同墜落事故を知ったという[110]。
- 生前、崎陽軒の「炒飯弁当」を好んで食べていたとされるが、歌丸が「炒飯弁当」と言っていたのは、実際には「横浜チャーハン」である[111]。2019年7月2日の三吉演芸場での「桂歌丸一周忌追善公演」に合わせて、「横浜ウォーカー×崎陽軒コラボ 桂歌丸さんの愛した炒飯弁当」が、公演会場と崎陽軒直営店舗3か所で販売された[112]。
- 自身が大師匠格でありながら、落語への研究熱心で真摯な態度は変わらず、先輩である上方の3代目桂米朝宅へ「稽古をつけていただけませんか」と電話したことがあった。米朝の息子である5代目桂米團治が「父も高齢ですので」と丁重にお断りしたエピソードが残っている[113]。
- 2005年には声優としてアニメ『落語天女おゆい』に桂歌丸本人役として出演した。その際には「正直二度とやりたくないです」と述べたが[114]、2012年にも『伏 鉄砲娘の捕物帳』において滝沢馬琴役を演じている[115]。いずれにおいても、一人で自由に喋る落語と違い、アニメーションに合わせて喋ることの難しさを語っている。
- 『笑点』司会者時代、大喜利を含め番組内では出演者を年上・年下に関わらず「○○さん[116]」と呼称していたが、1歳違いで番組での共演歴が長かった木久扇（2007年まで「木久蔵」）は「木久ちゃん」、大喜利で罵倒合戦を繰り広げる間柄となっていた楽太郎は「楽さん」と一貫して愛称で呼んでいた（2010年に楽太郎が「6代目圓楽〈円楽〉」を襲名して以降は「円楽さん」と呼ぶようになったがそれ以降も大喜利で指名する際に「楽さん」と呼ぶことも時々あった）。
- 2018年8月に1日限定で『笑点』の司会に復帰することが計画されていたが、その1ヶ月前に歌丸自身が死去したことにより実現しなかった[117]。
- 春風亭一之輔が『笑点』の若手大喜利に出演した時、歌丸に「ふて腐れてるのかい、この人は」と言われて降板となった（と放送作家から聞いた）ことを、歌丸没後の2022年に笑点大喜利レギュラーとなった桂宮治との対談で明かしている[118][119]。
- 戦中生まれであることが影響し、戦争の愚かさを「決して忘れてはいけないこと。日本は二度と再びああいう戦争は起こしてもらいたくないと思いますね。あんなものは愚の骨頂です。世界中が本当の平和にならなきゃいけない時代が早くこなくちゃならないと思っていますね」と語っている[120][121]。戦時中に演じられた国策落語については「つまんなかったでしょうね」「お国のためになるような話ばっかりしなきゃなんないでしょ。落語だか修身だかわかんなくなっちゃう」と語っている[122]。また『笑点』の大喜利で「靖国の母は九段に ひざまずき 銃弾に倒れし 息子慕いて」という短歌を回答したり[123]、靖国神社におけるみたままつりでぼんぼりに揮毫する活動も行っていた[124]。
- 一時破門された後、パチンコにはまり、家中の物を質入れし、自分の物だけでなく、妻の冨士子の着物まで質に入れた。ある時、自身が着ていた着物を質に入れ、長襦袢一つで帰宅したこともあった（冨士子夫人談）[125]。
- 2024年7月1日から10日まで、新宿末廣亭昼の部で「桂歌丸七回忌追善興行」が行われた。トリは直弟子が交代で務め、仲入り後にはゆかりの落語家による座談会が行われ、最終日にはゲストとして宇多丸が登場した[126]。

## 略歴

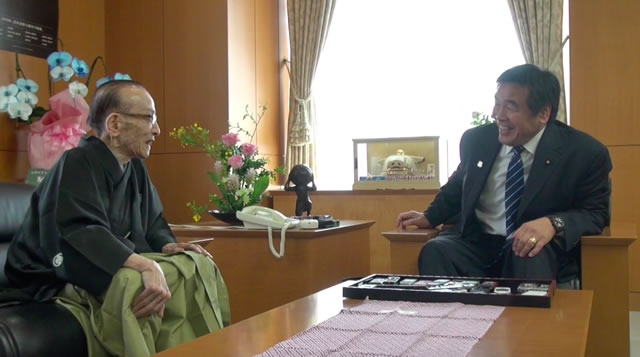
2016年5月31日、中央合同庁舎第七号館にて文部科学大臣馳浩（右）と

- 1951年（昭和26年）11月 - 5代目古今亭今輔に入門。兄弟子・4代目桂米丸の前名・古今亭今児を名乗る。
- 1954年（昭和29年）11月 - 春風亭橋之助、桂木多蔵とともに二つ目昇進。
- 1961年（昭和36年） - 兄弟子・米丸門下に移籍。桂米坊に改名。
- 1964年（昭和39年）1月 - 桂歌丸に改名。
- 1965年（昭和40年）3月 - 日本テレビ『金曜夜席』の大喜利メンバーとして出演（1966年4月まで）。
- 1966年（昭和41年）5月 - 日本テレビ『笑点』の大喜利メンバーとして出演（1969年4月から11月までを除く）。
- 1968年（昭和43年）3月 - 真打昇進。
- 1974年（昭和49年）1月 - 横浜・三吉演芸場での独演会を開始。この頃から演目を古典落語にシフトする。
- 1979年（昭和54年）8月 - 4代目三遊亭小圓遊と共に社団法人落語芸術協会理事就任。
- 1989年（平成元年） - 横浜市政100周年にて市民功労賞、同年文化庁芸術祭賞受賞。
- 1991年（平成3年） - 横浜文化賞受賞。
- 1996年（平成8年） - 神奈川文化賞受賞。
- 1999年（平成11年）9月 - 5代目春風亭柳昇の後任で落語芸術協会副会長就任。
- 2004年（平成16年）2月 - 10代目桂文治の後任で落語芸術協会5代目会長就任。
- 2005年（平成17年） - 芸術選奨文部科学大臣賞受賞。
- 2006年（平成18年）5月 - 5代目三遊亭圓楽の降板に伴い、『笑点』の5代目司会者就任。また、初の自伝『極上歌丸ばなし』を出版。
- 2007年（平成19年）4月 - 旭日小綬章受章。
- 2010年（平成22年）7月1日 - 玉置宏の死去に伴い空席となっていた横浜にぎわい座の第2代館長に就任。
- 2011年（平成23年） - 噺家生活60周年を迎える。
- 2016年（平成28年）4月30日 - 「体力の限界」を理由に笑点の司会を引退することを発表。同年5月22日放送の「笑点 歌丸ラスト大喜利スペシャル」を最後に勇退。同年5月25日には文化庁より文部科学大臣表彰されることを発表[127]。
- 2018年（平成30年）7月2日 - 11時43分、慢性閉塞性肺疾患のため、横浜市内の病院で死去。

## 主な演目
- いが栗
- 井戸の茶碗
- 厩火事[128]
- 江島屋怪談[129]
- 越後屋
- おすわどん[130]
- お茶汲み[131]
- お見立て
- お若伊之助[132]
- 火焔太鼓[133]
- 鰍沢[134]
- 紙入れ[135]
- 髪結新三
- 菊江の仏壇
- 紺屋高尾
- 小烏丸
- 小言幸兵衛[136]
- 後生鰻[137]
- 小間物屋政談
- 三年目
- 塩原多助一代記[138]
- 尻餅[139]
- 城木屋[140]
- 真景累ヶ淵（作：三遊亭圓朝）
  - 宗悦殺し
  - 深見新五郎
  - 豊志賀の死[141]
  - 勘蔵の死
  - お累の自害　
  - 湯灌場から聖天山　
  - お熊の懺悔[注 21]
- 鈴ヶ森
- 粗忽長屋
- 竹の水仙[143]
- 乳房榎
- 長命[144]
- 辻八卦
- 壷算
- つる[145]
- 中村仲蔵[146]
- 鍋草履[147]
- 抜け雀[148]
- ねずみ[149]
- 引越しの夢
- 双蝶々雪の子別れ
- 牡丹灯籠（作：三遊亭圓朝）
  - お露と新三郎
  - お札はがし
  - 栗橋宿
  - 関口屋のゆすり
- 夢金
- 藁人形
- 質屋庫

## 出演

### テレビ

#### 演芸番組
死去時点の出演番組
- 日本の話芸（ NHK教育・NHK総合） - 不定期出演。『お化け長屋』『厩火事』などを口演。
- もう笑点（2016年4月3日 - 、日本テレビ） - 司会者、終身名誉司会
- 笑点 なつかし版（2016年10月10日 - 、BS日テレ）

過去の出演番組
- 金曜夜席（1965年3月12日 - 1966年4月22日、日本テレビ） - レギュラー
- 笑点（1966年5月15日 - 2016年5月22日、日本テレビ） - レギュラー、司会者[150]
- ライバル大爆笑（1975年4月4日 - 9月27日、テレビ東京） - レギュラー、三遊亭小圓遊と共演。
- 爆笑パニック!体当たり60分（1975年10月5日 - 12月28日、テレビ東京） - レギュラー、三遊亭小圓遊と共演。
- BS笑点（2003年10月12日 - 2007年2月17日、BS日テレ） - ナビゲーター
- 笑点Jr.（2007年4月22日 - 2011年3月13日、日テレプラス） - ナビゲーター
- 東京スカイ座 一朝一席（2010年7月4日 - 2014年3月30日、TOKYO MX） - ナビゲーター
- 笑点デラックス（2012年10月1日 - 2016年9月26日、BS日テレ）
- 笑点 特大号（2013年4月3日 - 2016年6月15日、BS日テレ） - レギュラー出演降板後も不定期の出演あり。

#### テレビドラマ
- 時代劇スペシャル ご存知!旗本退屈男（1988年 - 1993年、テレビ朝日 / 東映）
- 暴れん坊将軍VII 第12話（1996年、テレビ朝日） - め組の小頭 卯之吉（三遊亭楽太郎）の父親 治助役
- フードファイト スペシャル 〜深夜特急死闘編〜（2001年9月29日、日本テレビ）
- BS笑点ドラマスペシャル 桂歌丸（2017年10月9日、BS日テレ）[151]

#### ドキュメンタリー
- わたしが子どもだったころ（2007年5月16日、NHK総合）
- 落語人生どこまでも〜誰も見たことがない桂歌丸〜（2013年9月14日、BSフジ）
- クローズアップ現代 忍び寄る病　〜“COPD”の脅威〜（2014年11月26日、NHK総合）
- ファミリーヒストリー 桂歌丸〜遊郭に生まれて 女傑と呼ばれた祖母〜（2017年12月20日、NHK総合）

### 映画
- 爆笑野郎 大事件（1967年、東宝）
- 落語野郎 大爆笑（1967年、東宝）
- 喜劇 大風呂敷（1967年、日活）
- トラック野郎・男一匹桃次郎（1977年、東映）
- 博多っ子純情（1978年、松竹）
- 明日やること ゴミ出し 愛想笑い 恋愛。（2010年、日本テレビ放送網/吉本興業）
- 映画館落語 かもめ亭（2012年、マイシアター）

### 声優
- 飛べ!孫悟空（TBS） - 光明大王 役
- がんばれゴエモン 東海道中 大江戸天狗り返しの巻（2005年、コナミ） - 講談風ナレーション
- 落語天女おゆい（2006年、ティー・エヌ・ケー） - 本人 役 ※冨士子夫人もキャラクターとして登場。三遊亭小遊三も本人役で出演[152]。
- 伏 鉄砲娘の捕物帳（2012年、アスミック・エース エンタテインメント） - 滝沢馬琴 役[153]

### ラジオ
- 歌謡大行進（1972年4月 - 1975年9月、文化放送） - 三遊亭小圓遊と共演

### CM
- 山形屋海苔店（1970年 - 1977年）[154][155][156]
- 日本盛（1973年） - 山村聡、三遊亭小圓遊と共演[157]
- 日清食品 「そば喜利」（1979年） - 三遊亭小圓遊と共演
- ダイワ「ダイワの釣り餌」（1970年代後半 - 1980年代前半？）
- 日野自動車「レンジャー」 （1980年） - 運送屋の所長役で出演
- 旭ファイバーグラス「ブローエース」（1982年ごろ）
- ロッテ「ホカロン」（1984年） - 孔子（儒家の始祖）に扮して出演
- ダイキン工業「ダイキンルームエアコン 黒潮」（1980年代中ごろ） - 松崎真と共演
- 日本電気（NEC）「BIGLOBE」（2001年） - 菅野美穂と共演
- ネスレ・ジャパン 「ネスカフェ サンタマルタ オレ」「ネスカフェ 匠」（2005年 - 2006年） - ナレーションも兼務
- 野村證券 「株券電子化」篇（2006年 - 2007年） - 林家木久扇（当時：木久蔵）と6代目三遊亭円楽(当時：楽太郎）と共演
- au by KDDI 「簡単ケータイS 『公園トーク篇』」（2007年）
- TSUTAYA 「ツタヤカード」（2005年）、「ツタヤダブルカード」（2005年 - 2006年）
- 東京都 「都民を守る安全対策 振り込め詐欺防止」編（警視庁版）、「悪質商法防止」編（生活文化局版） ※歌丸自身は神奈川県民。
- サントリー「缶ビール6缶ケース・笑点コラボレートTシャツ「福T」プレゼント」（2007年3月）
- SpiNet（ファイザーとベーリンガーインゲルハイムの両日本法人が展開するCOPD情報サイト） 「COPD対策啓発キャラクター」（2009年 - 2010年）  - 肺に罹患し、退院して日の浅い歌丸が「肺気腫に伴う感染憎悪」に関する啓発キャラクターとして起用された。2010年2月には、ディスカバーCOPD研究会のメンバーにもなった。この研究会の会見の直前に肺炎にかかり入院することとなり、研究会の会見を欠席。『笑点』も休演することになってしまった。復帰後、「COPD啓発大使」となった（同広報大使は和田アキ子）。
- 日本薬師堂「グルコンEX」（2012年） - 三遊亭好楽と共演[158]
- 日本民間放送連盟「STOP!温暖化」（2014年4月 - 2015年3月）

## 著書
- 『岩魚の休日 : ちょっとうるさい釣り行脚』二見書房、1986年4月23日。ISBN 9784576860398。
- 山本進（編者）『極上歌丸ばなし』うなぎ書房、2006年。ISBN 9784901174213。
- 『座布団一枚! 桂歌丸のわが落語人生』小学館、2010年。ISBN 9784093881388。
- 長井好弘（編者）『恩返し 不死鳥ひとり語り』中央公論新社、2012年。ISBN 9784120043253。
- 『歌丸極上人生』祥伝社黄金文庫、2015年。ISBN 9784396316686。
  - 『極上歌丸ばなし』を改題・加筆・修正の上文庫化、山本は編集協力者としてクレジット
- 『歌丸ばなし』ポプラ社、2017年。ISBN 9784591156339。
- 『芸は人なり、人生は笑いあり　歌丸ばなし2』ポプラ社、2018年。ISBN 9784591159224。
- 長井好弘（編者）『歌丸 不死鳥ひとり語り』中央公論新社、2018年。ISBN 9784122066229。
  - 『恩返し 不死鳥ひとり語り』を改題・加筆・修正の上文庫化

### 関連書籍
- 桂歌助『師匠歌丸 背中を追い続けた三十二年』イースト・プレス、2018年。ISBN 9784781616933。
- 桂歌蔵『廓に噺せば』光文社、2019年。ISBN 978-4334912871
- 斎藤明美『家の履歴書　文化人・芸術家篇』キネマ旬報社、2011年。ISBN 9784873763613
- 『笑点五〇年史 1966-2016』ぴあ、2016年。ISBN 9784835631189。
- 日本テレビ編 『桂歌丸 大喜利人生 笑点メンバーが語る不屈の芸人魂 』ぴあ、2018年。ISBN 978-4835639017
- NHKスペシャル取材班『人生の終い方―自分と大切な人のためにできること』講談社、2017年。 ISBN 9784062206143

## CD・DVD

### CD
- 桂 歌丸1「質屋庫」「菊江の仏壇」 - 「朝日名人会」ライヴシリーズ2（2000.4.19発売、ソニーミュージック）
- 桂 歌丸2「左甚五郎-竹の水仙」 - 「朝日名人会」ライヴシリーズ6（2001.5.23発売、ソニーミュージック）
- 桂 歌丸3「牡丹灯籠―栗橋宿」 - 「朝日名人会」ライヴシリーズ12（2002.7.24発売、ソニーミュージック）
- 桂 歌丸4「双蝶々雪の子別れ」 - 「朝日名人会」ライヴシリーズ18（2003.3.19発売、ソニーミュージック）
- 桂 歌丸5「髪結新三」上下 - 「朝日名人会」ライヴシリーズ25（2004.6.23発売、ソニーミュージック）
- 桂 歌丸6「小烏丸」「辻八卦」 - 「朝日名人会」ライヴシリーズ30（2005.5.18発売、ソニーミュージック）
- 桂 歌丸7「藁人形」「井戸の茶碗」 - 「朝日名人会」ライヴシリーズ51（2008.7.23発売、ソニーミュージック）
- 桂 歌丸8「火焔太鼓」「紙入れ」 - 「朝日名人会」ライヴシリーズ55（2008.12.24発売、ソニーミュージック）
- 桂 歌丸9「真景累ヶ淵 豊志賀の死」 - 「朝日名人会」ライヴシリーズ59（2010.4.7発売、ソニーミュージック）
- 桂 歌丸10「中村仲蔵」 - 「朝日名人会」ライヴシリーズ68（2011.4.20発売、ソニーミュージック）
- 桂 歌丸11「鰍沢」「城木屋」 - 「朝日名人会」ライヴシリーズ71（2011.7.27発売、ソニーミュージック）
- 高座60周年記念 特撰 桂歌丸（2011.7.27発売、ソニーミュージック）
- 桂 歌丸12「紺屋高尾」「トーク：歌丸ばなし1」 - 「朝日名人会」ライヴシリーズ95（2014.6.25発売、ソニーミュージック）
- 桂 歌丸13 「小間物屋政談」「トーク：歌丸ばなし2」 - 「朝日名人会」ライヴシリーズ96（2014.6.25発売、ソニーミュージック）
- NHK新落語名人選 桂歌丸（2005.12.7発売、ユニバーサルミュージック）
- 真景累ヶ淵
  - 真景累ヶ淵 CD5枚組（2006.2.22発売、テイチクエンタテインメント）
  - 真景累ヶ淵 深見新五郎（2006.2.22発売、テイチクエンタテインメント）
  - 真景累ヶ淵 勘蔵の死（2006.2.22発売、テイチクエンタテインメント）
  - 景累累ヶ淵 お累の自害（2006.2.22発売、テイチクエンタテインメント）
  - 真景累ヶ淵 湯灌場から聖天山（2006.2.22発売、テイチクエンタテインメント）
  - 真景累ヶ淵 お熊の懺悔（2006.2.22発売、テイチクエンタテインメント）

### CD・DVD
- 牡丹燈篭
  - 牡丹燈篭 お露と新三郎（2006.9.27発売、テイチクエンタテインメント）
  - 牡丹燈篭 お札はがし（2006.10.25発売、テイチクエンタテインメント）
  - 牡丹燈篭 関口屋のゆすり（2006.12.20発売、テイチクエンタテインメント）
  - 牡丹燈篭 完全セット（2006.12.20発売、テイチクエンタテインメント）
- 乳房榎（2008.10.22発売、テイチクエンタテインメント）
- 江島屋怪談（2009.10.21発売、テイチクエンタテインメント）
- 歌舞伎座DVD BOOK 歌舞伎座さよなら公演16か月全記録〈第６巻〉 (2011.4月、小学館）ISBN 9784094803969  ※インタビュー「私と歌舞伎座」に登場。

## 一門弟子
- 桂歌春 - 二代目桂枝太郎の死去に伴い移籍
- 桂歌助
- 桂歌若
- 桂歌蔵
- 三代目桂枝太郎

歌春より前に二人ほど弟子をとっていたが、見習いの時点でやめさせている。また、枝太郎より後にも弟子入り志願が来ていたが、高齢だったため断念している。